# Archanara dissoluta
Archanara dissoluta é uma espécie de insetos lepidópteros, mais especificamente de traças, pertencente à família Noctuidae.
A autoridade científica da espécie é Treitschke, tendo sido descrita no ano de 1825.
Trata-se de uma espécie presente no território português.